# 塔克山
78°29′S 84°50′W / 78.483°S 84.833°W

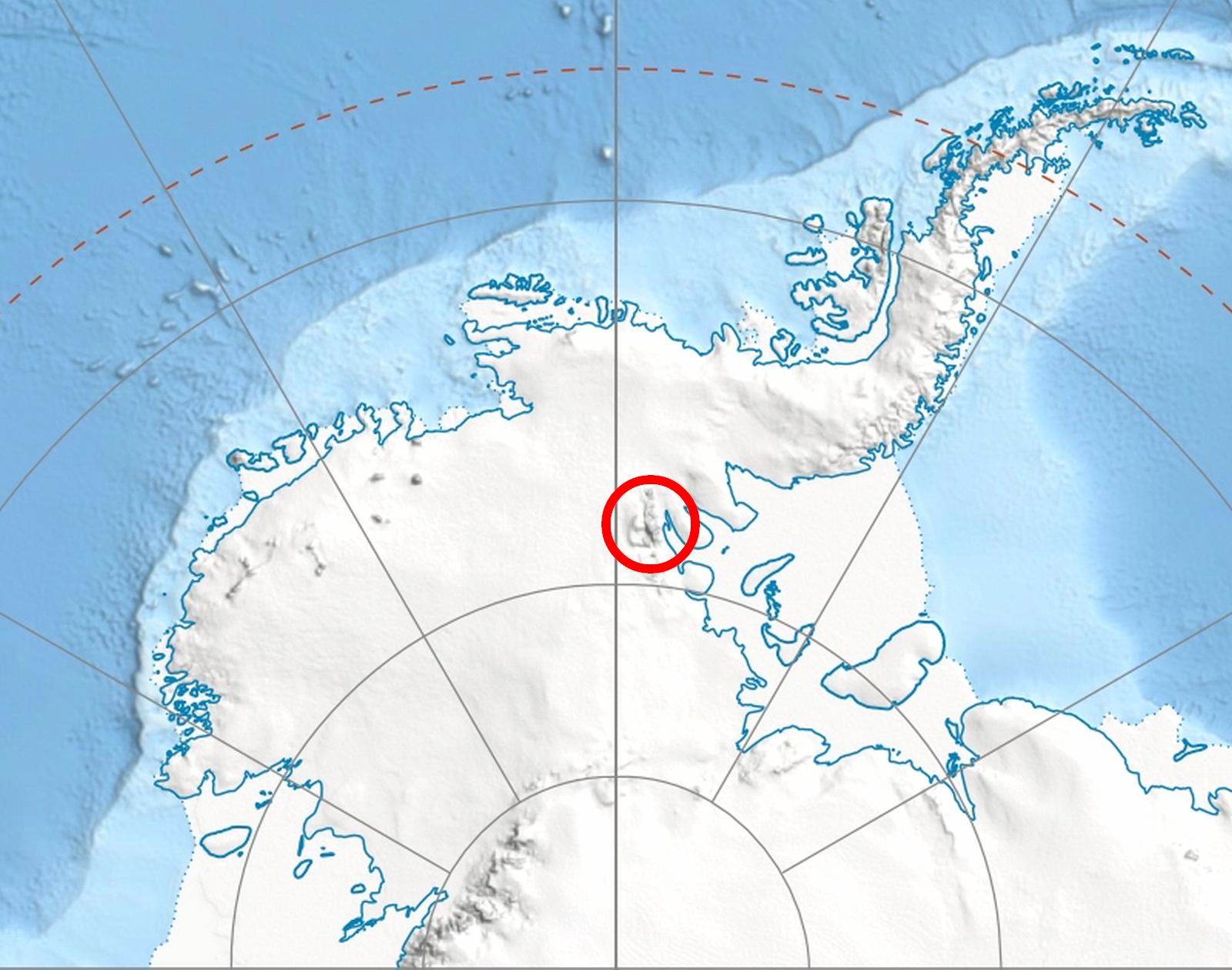

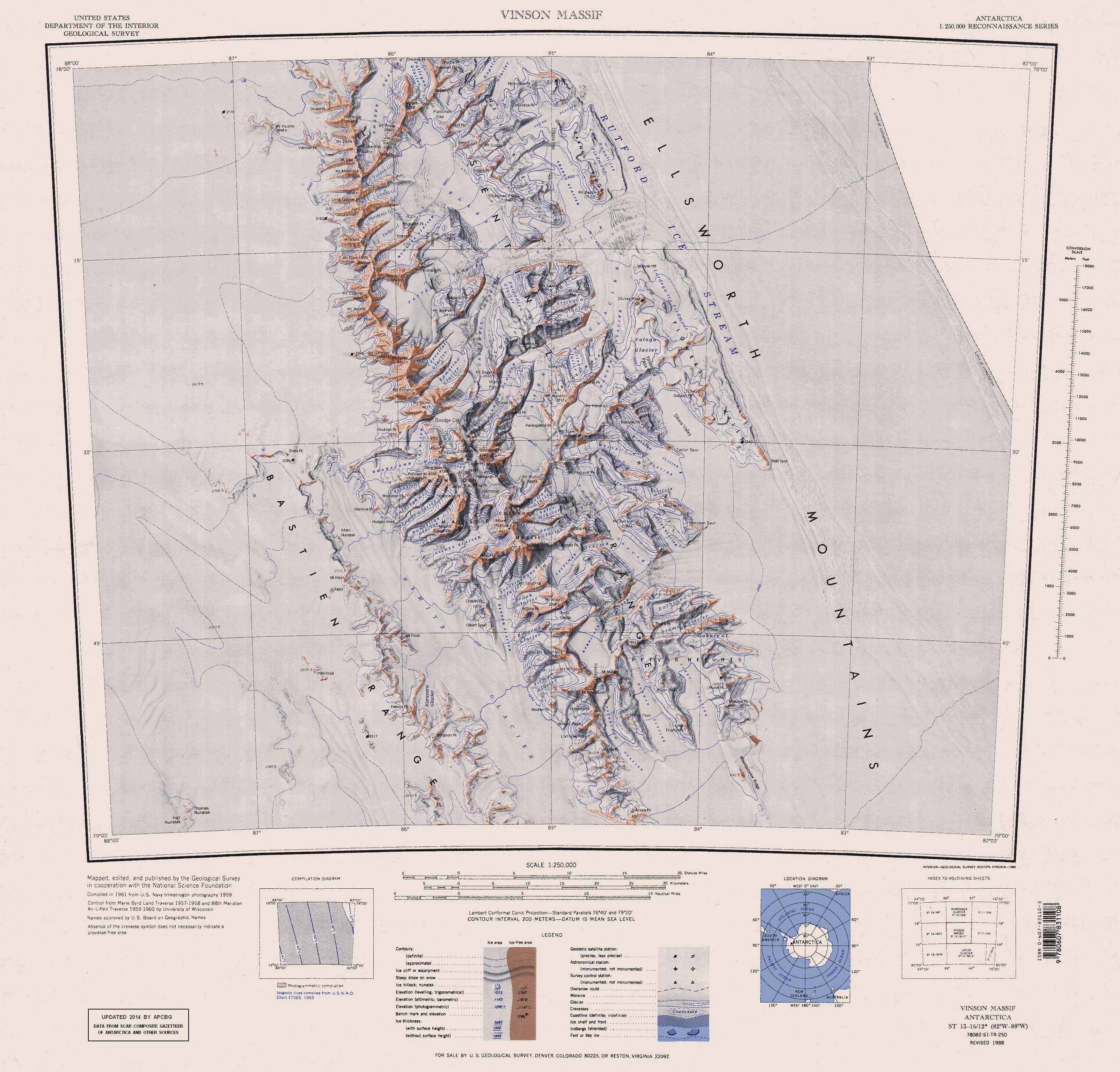

塔克山是南極洲的山峰，位於埃爾斯沃思地，處於埃爾斯沃思山脈中赫里蒂奇嶺的一部分，根據美國地質調查局的測量和美國海軍的空中照片被繪入地圖。

## 外部連結
- SCAR Composite Antarctic Gazetteer（页面存档备份，存于）